# Heraclia tessmani
Heraclia tessmani là một loài bướm đêm trong họ Noctuidae.